# L'Homme au balcon
L'Homme au balcon est une huile sur toile du peintre impressionniste français Gustave Caillebotte (1848-1894) datant de 1880 environ. Ce tableau mesure 116 × 97 cm et il est signé en bas à droite.

## Description
Elle représente un homme barbu de profil , vêtu d'une jaquette grise et penché à un balcon au troisième étage d'un immeuble parisien, 31 boulevard Haussmann, de l'appartement luxueux, juste derrière l'Opéra, où demeuraient Gustave Caillebotte et son frère Martial. L'homme trentenaire appuyé à la rambarde a été identifié comme Maurice Brault, l'un des meilleurs amis d'enfance de l'artiste qui partage sa passion de l'architecture navale. Agent de change, il est issu de la meilleure bourgeoise parisienne et ses parents possédaient une villa à Yerres à côté de celle des Caillebotte. Il figure dans une autre œuvre de Caillebotte de 1881, La Partie de bésigue (conservée au musée du Louvre Abou Dabi).
La perspective monotone du boulevard Haussmann bordé de platanes forme un point de fuite dans le dos du personnage de profil, comme s'il était absorbé (simple observateur en retrait) par la scène se passant en bas dans la rue, et donc absent lui-même à l'attention du spectateur du tableau. Ce thème d'un balcon, à Paris, a été traité plusieurs fois par Caillebotte, et en particulier celui du balcon de son immeuble haussmannien (par exemple : L'Homme au balcon, boulevard Haussmann (1880), montrant un homme de dos ; Un balcon (1880) avec deux hommes de profil sur ce même balcon, mais du côté droit). Cette prédilection de Caillebotte à regarder « par procuration » le spectacle de la ville en fait « un étranger parmi les siens, à la fois proche et séparé de tous, de plain-pied au bord d’un vide »,.

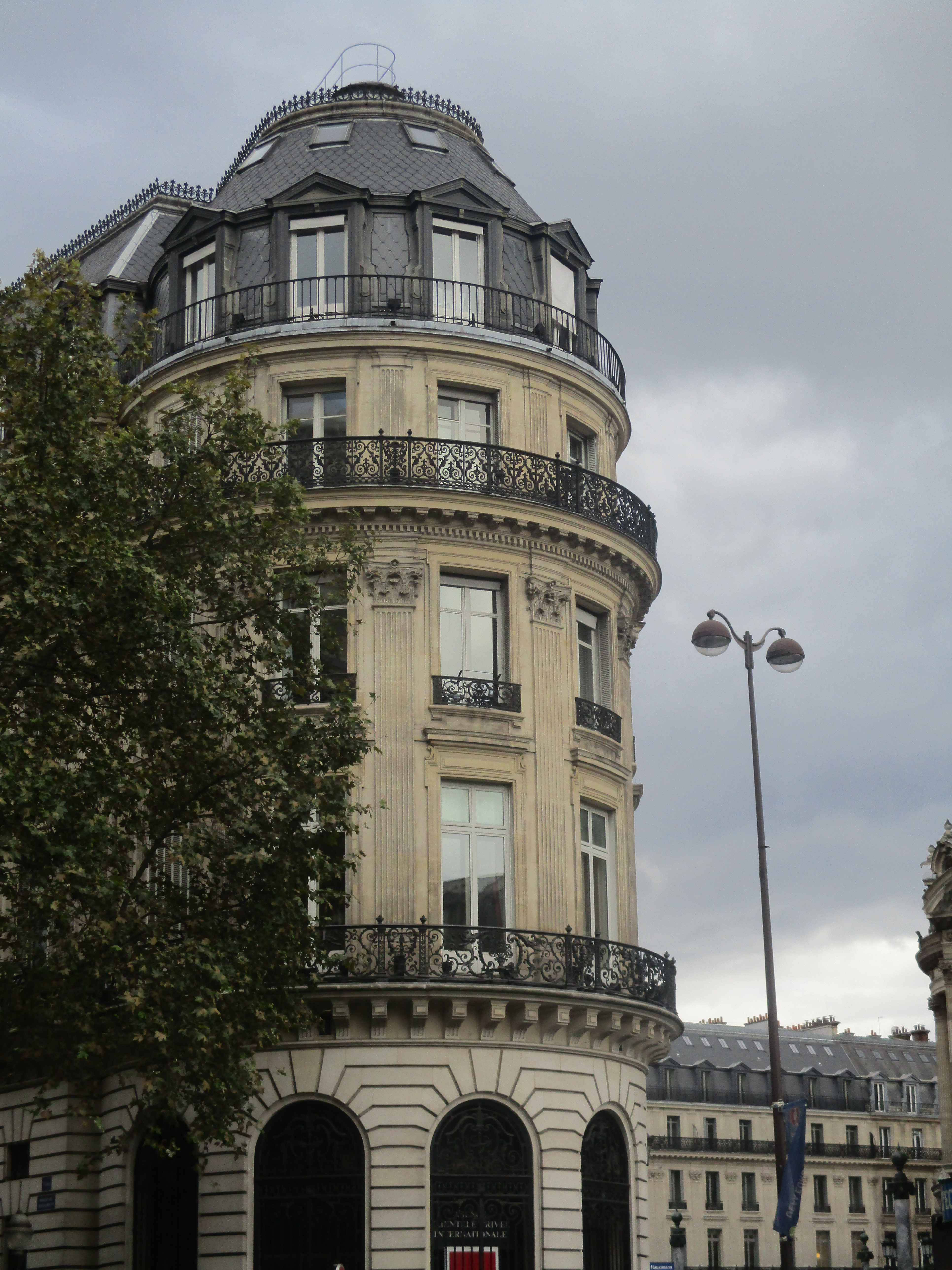
Le balcon de Gustave Caillebotte, boulevard Haussmann.

Ce tableau appartient actuellement à une collection particulière.

## Le boulevard Haussmann peint par Caillebotte
Caillebotte a peint de nombreuses fois la vue du boulevard Haussmann à partir de sa fenêtre ou de son balcon, comme par exemple:
- L'Homme au balcon, boulevard Haussmann (1880), coll. part.: homme de dos en haut-de-forme;
- Un balcon (1880), coll. part.: deux hommes de profil regardant le boulevard (l'un en haut-de-forme, l'autre en chapeau melon);
- Boulevard Haussmann sous la neige (1880-1881), musée de Flers;
- Boulevard Haussmann, effet de neige (1880-1881), coll. part.: la vue est coupée par la rambarde recouverte de neige;
- Un balcon à Paris (1881), coll. part.